# Дидук, Борис Павлович
Борис Павлович Дидук (25 марта 1940, Кременец, Тарнопольская область — 9 мая 2000, Владимир) — советский хозяйственный, государственный и политический деятель, Герой Социалистического Труда.

## Биография
Родился 25 марта 1940 года в Кременце, Тернопольской области. Член КПСС.
С 1960 года — на хозяйственной, общественной и политической работе. В 1960—2000 гг. — электросварщик в строительной бригаде, бригадир комсомольско-молодёжной бригады на строительстве военных объектов в Ровенской области Украинской ССР, слесарь, сварщик, бригадир комплекса контактной сварки «Север-1» специализированного монтажно-наладочного управления сварочной техники № 40 Главсибтрубопроводстроя Министерства строительства предприятий нефтяной и газовой промышленности СССР Ямало-Ненецкого автономного округа Тюменской области.
За совершенствование коллективных форм его организации, способствующих достижению высоких конечных результатов был в составе коллектива удостоен Государственной премии СССР за выдающиеся достижения в труде 1979 года.
Указом Президиума Верховного Совета СССР от 22 мая 1987 года присвоено звание Героя Социалистического Труда с вручением ордена Ленина и золотой медали «Серп и Молот».
Умер 9 мая 2000 г. Похоронен во Владимире.